# Dorotea Bocchi
Pour les articles homonymes, voir Bocchi.
Dorotea Bucca (1360–1436) (aussi connue sous le nom de Dorotea Bocchi) est une femme médecin, une philosophe et une universitaire italienne de la fin du XIVe et du début du XVe siècle.

## Biographie
La vie de Dorotea Bucca est peu connue si ce n'est qu'elle tenait une chaire de médecine et de philosophie à l'Université de Bologne pendant quarante ans à partir de 1390,,,. Son père avait tenu par le passé la même chaire.
L'attitude envers les femmes formées à la médecine semble avoir été plus libérale en Italie qu'en France ou en Angleterre, avant le XIXe siècle. Anna Morandi était professeur d'anatomie à l'université de Bologne en 1760, et d'autres femmes ont apporté leur contribution à la médecine comme Trotula de Salerne (XIe siècle), Abella, Jacobina Félicie, Rebecca de Guarna, Margarita, Mercuriade (XIVe siècle), Constance Calenda, Clarice di Durisio (en) (XVe siècle), Constanza, Maria Incarnata ou Thomasia de Mattio,.
Une autre une figure mythique est Alessandra Giliani, en tant que première femme italienne à pratiquer le métier de prosecteur,.

## Sources
- (en) Cet article est partiellement ou en totalité issu de l’article de Wikipédia en anglais intitulé « Dorotea Bucca » (voir la liste des auteurs).